# Municipio de Ashley (Minnesota)
El municipio de Ashley (en inglés: Ashley Township) es un municipio ubicado en el condado de Stearns en el estado estadounidense de Minnesota. En el año 2010 tenía una población de 262 habitantes y una densidad poblacional de 2,41 personas por km².

## Geografía
El municipio de Ashley se encuentra ubicado en las coordenadas 45°43′20″N 95°4′34″O / 45.72222, -95.07611. Según la Oficina del Censo de los Estados Unidos, el municipio tiene una superficie total de 108.92 km², de la cual 108,51 km² corresponden a tierra firme y (0,38 %) 0,41 km² es agua.

## Demografía
Según el censo de 2010, había 262 personas residiendo en el municipio de Ashley. La densidad de población era de 2,41 hab./km². De los 262 habitantes, el municipio de Ashley estaba compuesto por el 95,8 % blancos, el 0,38 % eran afroamericanos, el 0,38 % eran amerindios, el 3,44 % eran de otras razas. Del total de la población el 3,44 % eran hispanos o latinos de cualquier raza.